# Posevnaja
Posevnaja (in russo Посевная?) è un insediamento operaio dell'oblast' di Novosibirsk, nella parte sud della Siberia Occidentale, in Russia. Si trova nel distretto Čerepanovskij.
Si trova 100 km a sud di Novosibirsk e 9 km a nord di Čerepanovo.